# Metodo qualitativo
I metodi qualitativi sono un insieme di tecniche utilizzate in ambito disciplinare, in primis ricerca sociologica, senza l'ausilio di formule, modelli matematici e/o statistiche.
Il principio di base, per gli studiosi che fanno uso di tale insieme di tecniche, è che non è importante descrivere o prevedere qualcosa in relazione a grandi numeri, quanto piuttosto voler indagare in modo molto approfondito un singolo aspetto, caso, questione, cercando di ottenere quante più possibili informazioni in merito, considerando anche dimensioni che non potrebbero essere considerate con tecniche quantitative, come per es., il linguaggio non verbale, l'emotività, la prossemica, le storie di vita e via dicendo.

## Tipologia
Rientrano nei metodi qualitativi le seguenti tecniche/strumenti: 
1. interviste strutturate, semi strutturate e non strutturate
2. osservazione partecipante
3. osservazione a distanza
4. focus group

1) L'intervista è uno degli strumenti più importanti del metodo qualitativo. Seguendo una traccia di domande predefinita, dove il margine di autonomia dell'intervistato (o informatore) è nullo, si dice che l'intervista è "strutturata". Seguendo una traccia predefinita, ma permettendo all'intervistato di muoversi in modo meno limitato, quindi senza seguire in modo stringente la traccia, si dice che l'intervista è "semi-strutturata". Quando l'informatore ha ampio margine di libertà, perché l'intervistatore pone una o due domande senza interrompere, si parla di intervista "narrativa" o "non-strutturata". In questo modo l'intervistatore può considerare (e deve) anche il linguaggio non verbale, l'emotività, la prossemica, le storie di vita e via dicendo.
2) L'osservazione partecipante è una tecnica molto importante tipica dell'antropologia culturale che vede il ricercatore immerso nel contesto da lui studiato. L'osservatore partecipa attivamente alla vita quotidiana della società che studia, del gruppo che indaga, si finge parte integrante di esso, ne osserva le dinamiche dall'interno e si sforza di individuare, comprendere e spiegare, i meccanismi taciti e le regole/norme che determinano l'agire dei soggetti.
3) L'osservazione a distanza è una tecnica di osservazione che non prevede la sovrapposizione dei ruoli di ricercatore con membro effettivo del gruppo/società in oggetto di studio. In questo modo si mantiene un distacco cognitivo ed emotivo rispetto all'oggetto di studio, salvaguardando, per quel che è possibile, l'idea di "oggettività" che, a detta dei critici degli approcci di osservazione partecipante, rappresenta il più importante punto debole dell'approccio qualitativo.
4) Focus group: c'è un moderatore che propone un argomento di discussione ad un gruppo di persone (5-12 al massimo) scelte sulla base di caratteristiche attinenti alla ricerca che si sta svolgendo. La discussione è ripresa da telecamera, per analizzare anche tutto l'aspetto di linguaggio non verbale, e per cogliere le dinamiche di gruppo che si vengono a creare. Il ruolo del moderatore può essere più o meno attivo.

## Evoluzione dell'approccio qualitativo
Le principali critiche che vengono mosse all'approccio qualitativo sono relative alla "non oggettività", alla commistione tra oggetto di studio e ricercatore (nel caso dell'osservazione partecipante a maggior ragione) e alla non generalizzabilità dei risultati ottenuti, dato che lo studio è svolto in modo molto approfondito su gruppi non ampi di soggetti. Viene meno la significatività statistica, infatti ciò che conta non è la quantità (10-100-1000 soggetti), ma la qualità delle informazioni e la profondità di esse.
Non c'è alcuna pretesa di portare alla luce leggi, regole previsioni generalizzabili all'intera società, perché non è importante la rappresentatività del campione prescelto.